# Diamonds & Rust (Lied)
Diamonds & Rust ist ein von Joan Baez geschriebenes Lied, das zu ihren bekanntesten Aufnahmen gehört. Es erschien erstmals auf dem gleichnamigen 1975 veröffentlichten Album. Als Single erreichte das Lied 1972 mit Platz 35 als zweites Lied von Baez, nach The Night They Drove Old Dixie Down, die Top 40 der US-Pop-Charts. Es war dort jedoch auch ihr letzter Hit. Ferner erreichte es auch Platz fünf der Easy-Listening-Charts, gehört seit damals zu ihrem festen Live-Repertoire und ist laut der Datenbank Setlist.fm ihr am meisten gespielter Titel in Konzerten. Es erschien ein Jahr nach der Original-Fassung auch in einer Live-Version auf dem Album From Every Stage.
Im Text beschreibt Baez einen Anruf eines alten Liebhabers, der sie ein Jahrzehnt zurück in die Vergangenheit schickt, in ein „schäbiges“ Hotel in Greenwich Village, etwa 1964 oder 1965; sie erinnert sich, dass sie ihm ein Paar Manschettenknöpfe geschenkt hat, und fasst zusammen, dass Erinnerungen „Diamanten und Rost“ bringen. Baez erklärte später, dass sich der Text auf ihre Beziehung zu Bob Dylan bezieht.
Der Song wurde später mit einem überarbeiteten Text von der Heavy-Metal-Band Judas Priest auf deren Album Sin After Sin (1977, als Diamonds And Rust) gecovert und unter anderem in Großbritannien als Single veröffentlicht. Ursprünglich entstand bereits ein Jahr zuvor eine Fassung für das Album Sad Wings of Destiny, diese wurde aber zunächst verworfen. Sie erschien schließlich auf The Best of Judas Priest (1978). Eine Live-Version des Songs befindet sich auf Unleashed in the East (1979). Das Lied blieb über viele Jahre ein fester Bestandteil von Judas-Priest-Live-Konzerten, sodass es zu ihren meistgespielten Titeln gehört.
Diamonds & Rust wurde weitere Male gecovert, bevorzugt von Künstlern der Genres Rock und Heavy Metal. So nahmen unter anderem Thunderstone (2002), Blackmore’s Night (2003) oder Great White (2008) ihrerseits Versionen von Diamonds & Rust auf. Baez selbst nahm es mit ihrer Folk-Kollegin Judy Collins 2010 für deren Album Paradise als Duett neu auf.
Im Oktober 2024 erreichte dieser Song in der Originalfassung von Joan Baez erneut eine Chartspositionierung in den UK Single Charts (#61).